# John Alcott
John Alcott (* 27. November 1930 in London; † 28. Juli 1986 in Cannes, Frankreich) war ein englischer Kameramann. Bekannt wurde er vor allem durch seine langjährige Zusammenarbeit mit Stanley Kubrick.

## Leben
Zum Film kam er über seinen Vater Arthur Alcott, der in den 1940er Jahren bei den Gainsborough Studios arbeitete. Alcott lernte das Kamerahandwerk von Grund auf kennen. Zunächst arbeitete er als 2. Kameraassistent, dann war er als 1st AC (1. Kameraassistent)  als sogenannter „Schärfenzieher“ („focus puller“) verantwortlich am Schärfenrad die vom D.O.P. jeweils gewünschte Schärfentiefe zu ziehen oder zu verlagern. Im Team von Geoffrey Unsworth stieg er beim Dreh von 2001: Odyssee im Weltraum zum Oberbeleuchter auf, als Unsworth Verpflichtungen bei anderen Projekten nachgehen musste. Mit seiner Vorgehensweise, beim Beleuchten möglichst viel natürliches Licht zu verwenden, entsprach seine Arbeitsweise genau dem gewünschten Stil von Kubrick. Alcott fotografierte die nächsten drei Spielfilme von Kubrick, besonders bemerkenswert sind diverse Innenaufnahmen beim Dreh von Barry Lyndon, bei denen das Set zum Teil lediglich von Kerzen ausgeleuchtet wurde. Hierfür wurde mit dem Planar f0,7/50 mm ein besonders lichtstarkes Objektiv von Zeiss verwendet, welches ursprünglich für die NASA entwickelt wurde. Für seine Arbeit an Barry Lyndon wurde John Alcott 1976 mit dem Oscar für die beste Kamera ausgezeichnet.
Nach Beendigung der Dreharbeiten zu Shining ging Alcott 1980 in die USA, wo er in den nächsten drei Jahren fünf Filme fotografierte. Es folgten das Politdrama Under Fire und die Tarzan-Neuverfilmung Greystoke – Die Legende von Tarzan, Herr der Affen. Den Dreh von Full Metal Jacket musste Alcott aus Termingründen absagen, vermittelte aber seinen langjährigen Assistenten Douglas Milsome an Kubrick. Der Politthriller No Way Out – Es gibt kein Zurück von Roger Donaldson mit Kevin Costner in der Hauptrolle wurde der letzte Film von John Alcott, eine Widmung im Abspann erinnert an ihn, der 1986 in Cannes einem Herzinfarkt erlag.

## Filmografie
- 1971: Uhrwerk Orange (A Clockwork Orange) – Regie: Stanley Kubrick
- 1974: Little Malcolm – Regie: Stuart Cooper
- 1975: Kennwort: Overlord (Overlord) – Regie: Stuart Cooper
- 1975: Barry Lyndon – Regie: Stanley Kubrick
- 1977: Marschier oder stirb (March or Die) – Regie: Dick Richards
- 1977: Sein letzter Mord (The Disappearance) – Regie: Stuart Cooper
- 1978: Die Schlemmer-Orgie (Who is killing the great Chefs of Europe?) – Regie: Ted Kotcheff
- 1980: Shining (The Shining) – Regie: Stanley Kubrick
- 1980: Monster im Nachtexpreß (Terror Train) – Regie: Roger Spottiswoode
- 1981: The Bronx (Fort Apache the Bronx) – Regie: Daniel Petrie
- 1982: Nachtratten (Vice Squad) – Regie: Gary Sherman
- 1982: Beastmaster – Der Befreier (The Beastmaster) – Regie: Don Coscarelli
- 1983: Triumph des Mannes, den sie Pferd nannten (Triumphs of a Man called Horse) – Regie: John Hough
- 1983: Under Fire, auch: Unter Feuer – Regie: Roger Spottiswoode
- 1984: Greystoke – Die Legende von Tarzan, Herr der Affen (Greystoke: The Legend of Tarzan, Lord of the Apes) – Regie: Hugh Hudson
- 1985: Baby – Das Geheimnis einer verlorenen Legende (Baby: Secret of the Lost Legend) – Regie: Bill L. Norton
- 1986: Miracles – Ein ganz unglaubliches Abenteuer (Miracles) – Regie: Jim Kouf
- 1987: Wildwasser-Sommer – Im Augenblick der Gefahr (White Water Summer) – Regie: Jeff Bleckner
- 1987: No Way Out – Es gibt kein Zurück (No Way Out) – Regie: Roger Donaldson

## Auszeichnungen
- 1973: Nominierung für den Britischen Filmpreis für Uhrwerk Orange
- 1976: Oscar für Barry Lyndon
- 1976: BAFTA Award für Barry Lyndon
- 1984: BAFTA-Nominierung für Greystoke